# Annemie Turtelboom
Annemie Turtelboom, née à Ninove, le 22 novembre 1967, est une femme politique belge flamande membre de l'OpenVLD. 
Elle occupe plusieurs fonctions au niveau fédéral : tout d'abord comme ministre de la Politique de Migration et d'Asile dans les gouvernements Leterme I et Van Rompuy, puis comme ministre de l'Intérieur des gouvernements Van Rompuy et Leterme II et enfin comme ministre de la Justice dans le gouvernement Di Rupo jusqu'au 25 juillet 2014, date à laquelle elle entre dans le gouvernement flamand de Geert Bourgois, en tant que ministre des Finances, du Budget et de l'Energie. Elle démissionne le 29 avril 2016.

## Biographie
Annemie Turtelboom a grandi à Zandbergen, une localité de la commune de Grammont. Elle est membre du conseil communal de Puurs, localité de la banlieue anversoise depuis 2006. Elle est mariée et mère de deux enfants.
Annemie Turtelboom étudie l'économie, d’abord à Bruxelles, puis à la Katholieke Universiteit Leuven (KULeuven) à Louvain, formations à la suite desquelles elle obtient respectivement un régendat et une licence en sciences économiques. 
À la KULeuven, elle est présidente des étudiants démocrates chrétiens. Par conséquent, elle commence sa carrière politique au Christelijke Volkspartij (CVP). En 2001, elle forme avec Johan Van Hecke, Karel Pinxten une branche dissidente du CVP, le Nieuwe Christen-Democraten (parti des néo-démocrates chrétiens, NCD). Le CVP devient le CD&V tandis que l'éphémère NCD rejoint le VLD. Jusqu'en 2003, elle est responsable de la formation en mercatique à la Katholieke Hogeschool Leuven. De 2003 à 2007, elle est élue sur les listes de l'Open VLD au Parlement fédéral, où elle s'intéresse aux Affaires sociales, à l'Emploi et aux Pensions. Dans la formation du gouvernement Leterme Ier en 2008 et du Gouvernement Van Rompuy en 2009, elle est nommée Ministre de la Politique de Migration et d'Asile. Elle doit batailler ferme avec la problématique des sans-papiers et est vivement critiquée en raison de son attitude rigide envers Marie Arena (PS), son ancienne collègue de Cabinet et Ministre de l'Intégration sociale.
Lors du remaniement du Gouvernement Van Rompuy, le 17 juillet 2009, Turtelboom prend la direction du Ministère de l'Intérieur à son collègue de parti Guido De Padt. Elle devient ainsi la première femme à occuper ce poste en Belgique. Le 4 mars 2011, elle obtient de son parti le prix « saumon bleu », un prix par lequel les femmes de l'Open VLD entendent récompenser celles qui « nagent contre le courant » et jouent un rôle de premier plan dans la vie politique, économique ou sociale.
Elle devient ensuite ministre de la Justice au sein du gouvernement Di Rupo. 
En 2014, malgré son élection à la Chambre des représentants, le 25 mai, elle choisit de siéger au sein du gouvernement flamand avec le titre de vice-ministre-présidente et quitte le gouvernement fédéral, en affaire courante, le 25 juillet. Elle est remplacée par Maggie De Block.
Le 29 avril 2016, elle démissionne de son poste de vice-première et ministre du Budget du gouvernement flamand,  mise en cause par la Turteltaks, taxe énergétique qu'elle a instaurée.

## Carrière politique
- 1994-2012 : membre du Conseil communal à Puurs
- 2003-2007 : députée fédérale
- 2008-2009 : ministre fédérale la Politique de Migration et d'Asile dans les gouvernements Leterme 1er et Van Rompuy.
- 2009-2011 : ministre de l'Intérieur des gouvernements Van Rompuy et Leterme II
- 6 décembre 2011-24 juillet 2014 : ministre de la Justice du gouvernement Di Rupo.
- 2012- : membre du conseil communal à Anvers
- 25 juillet 2014-29 avril 2016 : vice-ministre-présidente flamande chargée des Finances, du Budget et de l'Énergie.

## Décoration
- Grand officier de l'ordre de Léopold (2019)[6].